# Trần Bình
Trần Bình (giản thể: 陈平; phồn thể: 陳平, ? - 178 TCN), nguyên quán ở làng Hội Dũ, huyện Hương Vũ, là nhà quân sự, chính trị thời chiến tranh Hán-Sở và nhà Tây Hán trong lịch sử Trung Quốc, từng giữ chức thừa tướng triều Hán. Ông là người thông minh tuyệt đỉnh. Người đời sau có câu ví: Bày mưu ngang Phạm Lãi, lập kế tựa Trần Bình.

## Thuở hàn vi
Trần Bình người Dương Vũ (nay là đông nam Nguyên Dương tỉnh Hà Nam, Trung Quốc). Sử ký Tư Mã Thiên và Hán thư không ghi rõ gia thế và cha mẹ của Trần Bình, chỉ cho biết ông có một người anh là Trần Bá. Sử ký miêu tả ông là người cao lớn đẹp trai, lại ham học hỏi. Trong khi Trần Bá thường chăm lo cày ruộng làm ăn thì Trần Bình chỉ chăm chú vào việc đọc sách, không chịu làm việc.
Trần Bá cày ruộng cho ông thoải mái đi học ở xa. Có người nói với Bình:" Anh nhà nghèo ăn gì mà béo như thế?" Chị dâu ghét ông không lo làm ăn nên nói: "Ăn cám thôi. Có ông chú như vậy chẳng bằng không có còn hơn." Trần Bá nghe vậy đuổi và bỏ vợ.
Trần Bình cao lớn đẹp trai, muốn lấy vợ nhưng các nhà giàu chẳng ai chịu gả con cho, còn lấy người nghèo thì ông lại cho là xấu hổ. Mãi về sau, một người nhà giàu có ở Hội Dũ là Trương Phụ có người cháu gái từng gả chồng năm lần nhưng chồng chết ngay, không ai dám lấy. Trần Bình muốn lấy cô ta.
Trong ấp có lễ tang, Trần Bình chăm chỉ đến giúp việc. Trương Phụ thấy thế có ý kính trọng ông, rồi gả người cháu gái đó cho ông. Nhà ông nghèo, Trương Phụ cho mượn tiền và lụa để làm đám cưới.

## Thời Hán Sở

### Theo Hạng Vũ
Cuối thời nhà Tần, thiên hạ quần hùng khởi nghĩa, trong đó nổi bật nhất là thế lực Trần Thắng ở đất Sở. Trần Thắng xưng Trương Sở vương, chống Tần, nhiều lần đánh bại quân Tần. Các nước chư hầu thời Chiến Quốc cũng nhân đó nổi dậy. Ở Ngụy quốc, Ngụy Cữu được quân của Trần Thắng lập làm vương. Trần Bình thấy thiên hạ hỗn loạn, cho rằng thời cơ thành danh đã đến, bèn rời khỏi nhà, cùng đám thanh niên đến theo Ngụy Cữu. Ngụy Cữu không trọng dụng Trần Bình, lại có người gièm pha ông trước mặt Cữu. Bình sợ, bỏ trốn khỏi nước Ngụy.
Mấy năm sau, nhân Sở Bá vương Hạng Vũ tiến quân đánh Tần, Trần Bình lại xin theo Hạng Vũ, được Hạng Vũ phong làm khanh.
Sau khi diệt xong nhà Tần, Hạng Vũ cùng với Hán vương Lưu Bang tranh chấp thiên hạ. Từ năm 205 TCN, Lưu Bang bình định được Tam Tần, thế lực bắt đầu lớn mạnh, phát quân sang phía đông. Ân vương Tư Mã Ngang bỏ Sở theo Hán. Hạng Vũ sai Trần Bình mang quân đánh diệt. Trần Bình cùng những người khách nước Ngụy tiến vào nước Ân, hàng phục được Tư Mã Ngang. Khi trở về, Trần Bình được Hạng Vũ phong làm Tín Vũ Quân, chức Đô úy, ban 2000 lạng vàng.
Tuy nhiên không lâu sau quân Hán tiếp tục đông tiến, Tư Mã Ngang lại theo Hán. Hạng Vũ tức giận, sai tra xét những người trước kia tham gia đánh Tư Mã Ngang vì cho rằng họ thông đồng với Ngang từ trước. Trần Bình lo sợ, bèn bỏ trốn khỏi nước Sở sang Hán.
Trước khi bỏ trốn, Trần Bình sai niêm phong 2000 lượng vàng trước đây Hạng Vũ tặng mình, gửi trả lại, rồi cải trang bỏ trốn, lên một chiếc thuyền qua sông Hoàng Hà. Người chèo thuyền thấy Bình người đẹp lại đi một mình, ngỡ là một viên tướng bỏ trốn, chắc trong người thế nào cũng có vàng ngọc, châu báu, nên trố mắt nhìn, muốn giết Trần Bình. Trần Bình thấy vậy lo sợ, bèn cởi áo, ra chèo thuyền cùng. Người chèo thuyền thấy trên người ông không có gì, bèn thôi.

### Giúp Lưu Bang
Trần Bình sang Hán, nhờ đại phu Ngụy Vô Tri mà được vào yết kiến Hán vương. Hán vương giữ Trần Bình lại, trò chuyện rất tương đắc. Biết Trần Bình từng giữ chức Đô úy ở Sở, Lưu Bang cũng phong ông làm Đô úy, được ngồi cùng xe với Lưu Bang và thống lĩnh các tướng. Nhiều tướng Hán thấy ông vừa mới sang đã được phong chức cao, không hài lòng. Lưu Bang nghe thế, càng tin tưởng và trọng dụng Trần Bình hơn.
Năm 204 TCN, Lưu Bang tiếp tục đông tiến, nhưng lại bị quân Sở đánh bại một trận lớn ở Bành Thành, quân lực suy yếu phải rút về Huỳnh Dương. Bang phong cho Trần Bình làm á tướng nước Hàn, dưới quyền Hàn vương Tín, đóng quân ở Quảng Vũ.
Chu Bột và Quán Anh thừa cơ gièm pha Trần Bình với Lưu Bang, tố cáo ông tham ô. Lưu Bang tức giận, gọi người tiến cử là Ngụy Vô Tri đến trách cứ. Vô Tri cho rằng nếu Lưu Bang dùng Trần Bình thì chỉ cần xét Bình là người có mưu kế làm lợi cho quốc gia là đã đủ, không nên coi trọng những việc nhỏ nhặt. Lưu Bang hơi xiêu lòng, nhưng vẫn gọi Trần Bình đến trách ông là người bội nghĩa. Ông tự biện hộ rằng:
Thần thờ Ngụy vương, Ngụy vương không biết mưu kế của thần, cho nên thần bỏ đi thờ Hạng Vương. Hạng vương không biết tin người, những người ông ta yêu chẳng qua chỉ là họ Hạng với bên anh em vợ, tuy có kẻ sĩ tài năng cũng không chịu dùng, nên thần bỏ Sở theo Đại vương. Thần nghe Đại vương biết dùng người, cho nên mới mình trần mà sang đây. Nếu thần không lấy vàng thì không có gì dùng, nếu như mưu kế của thần có cái gì có thể dùng được, thì xin đại vương dùng; nếu không dùng được thì số vàng vẫn còn ở đấy cả, thần xin gói lại nộp vào của công, xin được từ chức mà về.
Lưu Bang nghe thế cảm phục, đích thân tạ lỗi với Trần Bình. rồi phong ông làm Hộ quân trung úy. Các tướng khác không dám nói gièm pha thêm nữa
Nằm 204 TCN, quân Sở vây thành Huỳnh Dương rất ngặt, thành sắp vỡ, vua tôi Lưu Bang chờ chết thì Trần Bình bày mưu kế đánh lừa Hạng Vũ. Ông cho Kỷ Tín, 1 người có tướng mạo giống Hán Vương, ăn mặc quần áo quân vương, ngồi trong cỗ xe huỳnh ốc của Nhà vua ra phía cửa Đông thành đầu hàng Hạng Vũ. Quân Hạng Vũ thấy vậy lơ là phòng bị, tập trung hết ở Đông thành xem mặt Hán Vương, phía tây thành bỏ trống. Lưu Bang, Trần Bình cùng các tướng lẻn theo lối này thoát vây quân Sở. Trí khôn tuyệt thế của Trần Bình đã có sức mạnh hơn ngàn binh mã, cứu sống Lưu Bang.
Cũng trong năm 204 TCN, Lưu Bang khốn đốn, phải xin cắt Huỳnh Dương để giảng hòa nhưng Hạng Vũ không nghe. Trần Bình hiến kế cho Lưu Bang dùng vàng bạc li gián vua tôi Hạng Vũ. Lưu Bang cho là phải, trao ông 4000 lạng vàng sang nước Sở thỏa sức tiêu dùng, không hỏi đến việc phân phát thế nào.
Đến Sở, Trần Bình xuất tiền mua chuộc phản gián vào quân Sở, phao tin nhóm Chung Ly Muội làm tướng của Hạng Vương, tuy lập được nhiều công trạng nhưng không được cắt đất phong hầu, đã muốn hợp quân với Hán mà phản Sở. Hạng Vũ không tin Chung Ly Muội, muốn điều tra, bèn sai sứ đến Hán, dâng thái lao. Lưu Bang giả vờ kinh ngạc nói
Ta tưởng là sứ giả của Á Phụ, hóa ra sứ giả của Hạng vương!.
Sứ giả về Sở, thuật lại lời của Lưu Bang. Hạng Vũ do đó nghi ngờ Phạm Tăng. Khi Tăng muốn đánh gấp để hạ thành Huỳnh Dương, tiêu diệt Lưu Bang thì Hạng vương không chịu nghe theo. Phạm Tăng tức giận, từ chức về Bành Thành thì bệnh chết, nước Sở mất một tướng tài.
Trần Bình sau đó về Hán. Lưu Bang lại nghe theo kế của Trần Bình, cho hai nghìn người con gái ra cửa đông thành Huỳnh Dương. Quân Sở thấy vậy, tập trung ở phía đông. Lưu Bang và Trần Bình nhân đó theo cửa tây ra khỏi Huỳnh Dương, về phía tây tập hợp lại lực lượng.

## Thời Hán Cao Đế

### Lập mưu bắt Hàn Tín
Năm 203 TCN, đại tướng Hàn Tín kéo quân vào chiếm nước Tề, tự lập làm Tề vương, sai sứ thông báo với Lưu Bang. Lúc này Lưu Bang lại bị Hạng Vũ vây khốn ở Huỳnh Dương lần thứ hai. Khi sứ giả của Hàn Tín đến xin cầu phong tước vương, Lưu Bang cả giận vì Tín không chịu mang quân cứu. Trần Bình vội giẫm lên chân Lưu Bang để nhắc nhở. Lưu Bang tỉnh ngộ, bèn sai Trương Lương về phía đông, đồng ý phong vương cho Hàn Tín. Sau đó, Lưu Bang phong cho Trần Bình thức ấp ở làng Hộ Dũ.
Năm 202 TCN, Lưu Bang đánh bại quân của Hạng Vũ lên ngôi xưng đế. Tháng 7 năm 202 TCN, Trần Bình theo Lưu Bang đánh nước Yên, dẹp được Yên vương Tạng Đồ.
Năm 201 TCN, có người dâng thư nói Hàn Tín làm phản, các tướng đề nghị khởi binh đi đánh. Trần Bình can không nên dùng binh vì Hàn Tín giỏi quân sự, Lưu Bang không thể thắng, mà nên giả vờ đi chơi đến đầm Vân mộng, họp chư hầu ở đất Trần; Hàn Tín ở gần đó sẽ phải đến nghênh tiếp, có thể nhân đấy bắt sống.
Lưu Bang nghe theo, quả nhiên bắt sống được Hàn Tín, giáng làm Hoài Âm hầu.
Lưu Bang phong cho Bình đời đời làm Hộ Dũ hầu, ông đề nghị Lưu Bang thưởng cho Ngụy Vô Tri là người tiến cử ông. Lưu Bang bèn trọng thưởng cho Vô Tri.

### Kế lạ cứu vua
Năm 201 TCN, quân Hung Nô kéo quân đánh nhà Hán, Hàn vương Tín đầu hàng.
Năm 200 TCN, Cao Đế đem quân đánh Hung Nô, bị quân Hung Nô đánh bại một trận lớn ở Bạch Đăng và bị vây khốn ở Bành Thành trong 7 ngày. Quân sĩ mệt mỏi sắp không thể chịu nổi thì Trần Bình hiến kế với Cao Đế sai sứ tặng cho Yên Chi hoàng hậu của vua Hung Nô một bức tranh vẽ người con gái đẹp nhất Hán quốc mà Lưu Bang định tặng vua Hung Nô để xin giảng hòa, Yên Chi nổi cơn ghen tác động thiền vu Mặc Đốn lui binh. Quân Hán được giải vây.
Không lâu sau, Cao Đế tuần thu ở Khúc Nghịch, thấy phong cảnh đông đúc, bèn đem phong 5000 hộ ở đấy cho Trần Bình, hiệu là Khúc Nghịch hầu, bỏ đất phong trước đây của ông là Hộ Dũ.

### Bắt Phàn Khoái
Những năm tiếp theo, Trần Bình tiếp tục tham gia các chiến dịch dẹp loạn Trần Hy, Anh Bố, sáu lần bày kế cho Cao Đế, đều thành công và được thưởng công bằng việc nâng thêm phong ấp. Tuy nhiên các kế của ông rất bí mật, người đời sau không ai biết.
Năm 195 TCN, Yên vương Lư Quán làm phản, Hán Cao Đế đang bị bệnh, sai Phàn Khoái đánh dẹp. Sau có người gièm pha Phàn Khoái muốn tạo phản, Lưu Bang sai Trần Bình và Chu Bột đánh Phàn Khoái, dặn khi vào cứ chém đầu Khoái không cần tâu trước. Trần Bình cùng Chu Bột đến trại Phàn Khoái, bắt được Khoái, nhưng Trần Bình biết Hán Cao Đế sắp mất rồi, mà Phàn Khoái lại có vợ là Lã Tu, em gái Lã hậu, nếu giết Khoái e Lã hậu sẽ oán mình, nên chỉ bãi chức Phàn Khoái và một mình áp giải về Trường An, để Chu Bột ở lại tiếp tục bình định đất Yên.
Đang trên đường về, Bình nghe tin Cao Đế đã chết, Huệ Đế nối ngôi, bèn phi ngựa về kinh trước, bỏ xe tù và Phàn Khoái phía sau. Lã Thái hậu ban chiếu cho Trần Bình đóng ở Huỳnh Dương. Ông nhận chiếu, nhưng sau đó lại nhanh chóng về Trường An khóc tang Cao Đế. Lã hậu có ý thương, phong làm Lang Trung lệnh, ra lệnh dạy dỗ Huệ Đế. Còn Phàn Khoái sau đó được xá miễn và phục tước.

## Thời Huệ Đế, Cao hậu

### Nịnh họ Lã, cứu họ Lưu
Năm 189 TCN, thừa tướng Tào Tham qua đời, Lã Thái hậu phong Vương Lăng làm Hữu Thừa tướng ngôi thứ nhất, Trần Bình làm Tả Thừa tướng ngôi thứ hai. Sang năm 187 TCN, Hán Huệ Đế băng hà, Lã hậu lập Thiếu Đế lên ngôi, lại muốn phong cho thân thích họ Lã làm vương, bèn hỏi Vương Lăng. Lăng can gián đến cùng. Thái hậu hỏi Trần Bình và Chu Bột, hai ông lựa lời nói thuận theo để vừa lòng Lã hậu.
Lã hậu bằng lòng. Vương Lăng do đó trách cứ Trần Bình và Chu Bột. Trần Bình nói
Hôm nay bẻ thái hậu trước mặt, can gián giữa triều đình thì chúng tôi không bằng ông. Nhưng việc bảo toàn xã tắc, giữ vững cho con cháu họ Lưu thí ông sẽ không bằng chúng tôi.
Tháng 11 năm đó, Lã hậu bãi chức Vương Lăng, đổi làm Thái phó cho Thiếu Đế nhưng không có thực quyền, rồi đổi Trần Bình làm hữu thừa tướng, Thẩm Tự Cơ làm Tả thừa tướng. Sau đó, Lã hậu tôn cha mình là Lịch hầu làm Lã Điệu Vũ vương, lập anh mình là Lịch hầu Lã Thai làm Lã Túc vương, sau đó giết chết nhiều vương chư hầu họ Lưu để lập họ Lã lên thay.
Em Thái hậu là Lã Tu, cũng là vợ Phàn Khoái, hận việc trước đây Trần Bình bàn mưu với Cao Đế để giết Khoái, thường gièm pha ông trước mặt thái hậu :" Trần Bình làm thừa tướng không chịu làm việc .Chỉ thích uống rượu ngon và chơi gái ".. Trần Bình thấy vậy càng làm dữ hơn trước. Thái hậu chẳng những không giận mà còn mừng rỡ, khuyên ông đừng để ý đến những lời của Lã Tu.

### Dẹp loạn họ Lã
Năm 180 TCN, Lã Thái hậu mắc bệnh nặng, bèn sai Triệu Vương Lã Lộc làm thượng tướng quân, coi cánh quân ở phía bắc, Lã Vương Sản coi cánh quân phía nam để đề phòng các đại thần lật đổ họ Lã sau khi bà qua đời. Rồi phong Lã Sản làm thừa tướng, lấy con gái Lã Lộc làm Hoàng hậu cho Thiếu đế để tăng cường vây cánh.
Cùng năm đó, Lã Thái hậu qua đời, các đại thần và tôn thất họ Lưu bắt đầu nổi dậy. Chứ Khư hầu Lưu Chương còn Điệu Huệ vương nước Tề, cháu nội Cao Đế muốn đánh họ Lã để lập anh mình là Tề vương Lưu Tương làm thiên tử, bèn xin Tề Vương đem binh về hướng tây giết họ Lã mà làm vua, Chư Khư hầu và Đông Mưu hầu Hầu cùng các quan đại thần sẽ làm nội ứng.
Trước sức mạnh của quân Tề, thừa tướng Lã Sản sai Quán Anh cầm binh đánh dẹp, nhưng Quán Anh lại bàn với quân lính, đóng binh ở Huỳnh Dương, và sai sứ đến phía đông liên kết với Tề vương, dự định khi họ Lã làm biến sẽ tiêu diệt.
Trần Bình bàn với Chu Bột, thấy người con của Khúc Chu Hầu Lịch Thương là Lịch Ký thân với Lã Lộc, bèn ép Lịch Thương bảo con đến nói với Lã Lộc nếu ở lại kinh cầm binh sẽ bị nghi ngờ, chi bằng trao ấn cho Thái úy mà về nước Triệu. Nội bộ họ Lã biết việc ấy, nhưng chưa dứt khoát quyết định. Lã Tu biết được mưu đồ đó, không đồng ý.
Lã Lộc và Lã Sản quyết định phát động binh biến nhưng lại do dự. Nhưng cùng lúc Chu Bột bảo tướng Kỷ Thông cầm cờ tiết giả làm lệnh hoàng đế trao cho mình cầm đầu đạo quân phía bắc rồi ra lệnh cho Lịch Ký và Lưu Yết tới thuyết phục Lã Lộc lần nữa. Lã Lộc nghe theo, trả tướng ấn lại, giao cho Chu Bột cầm quân. Chu Bột nắm được đạo quân phía nam. Trần Bình sai Chu Khư hầu đến giúp Chu Bột, giết được Lã Sản ở cung Vị Ương, diệt tộc họ Lã, lập Đại vương Hằng lên ngôi Hán Văn Đế. Trần Bình lập được công to trong sự biến này.

## Thời Văn đế
Văn Đế lên ngôi, Trần Bình thấy Chu Bột có công chỉ huy quân sĩ lật đổ họ Lã, muốn nhường địa vị tôn quý cho Bột, bèn cáo bệnh. Văn Đế đồng ý, phong Bột làm Hữu Thừa tướng, còn Bình làm Tả thừa tướng ngôi thứ hai, lại ban cho ông 1000 cân vàng và phong ấp thêm 3000 hộ, nâng tổng số thực ấp của Trần Bình lên vạn hộ.
Nhưng Chu Bột chỉ là tướng giỏi việc quân sự không quen việc hành chính. Khi bị Hán Văn Đế trách, Chu Bột thẹn cáo bệnh xin từ chức, để một mình Trần Bình làm thừa tướng.

## Hậu duệ
Năm 178 TCN, Trần Bình qua đời, thụy là Khúc Nghịch Hiến hầu. Con là Trần Mại nối tước, tức Cung hầu, hai năm sau thì mất, con là Trần Khôi nối tước, tức Giản hầu, 23 năm sau thì mất. Con Khôi là Hà nối tước. Năm 130 TCN, Hà phạm tội cướp vợ người khác nên bị chém ở chợ, tước vị xóa bỏ.
Lúc sinh thời, Trần Bình từng nói:
Ta nhiều âm mưu, trong Đạo gia kiêng kị điều đó. Phú quý mà ta có, hết đời ta là thôi, đời sau không thể hưng khởi được nữa, đó là vì ta nhiều âm báo.
Về sau chắt ông là Trần Chưởng, sống vào thời Hán Vũ Đế. Lúc đó họ Vệ được sủng ái Sau đó người chắt là Trần Chưởng nhờ bên họ ngoại nhà vua là họ Vệ, muốn họ Trần được phong lại, nhưng cuối cùng cũng không được.

## Đánh giá
Thái sử Tư Mã Thiên biên soạn Sử ký có lời nhận xét về Trần Bình như sau
| “             | Khi Trần thừa tướng còn nhỏ, vốn ham học thuật của Hoàng Đế, Lão Tử. Trong khi chia thịt ở trên thớt, ông ta cũng đã có chí khí lớn! Len lỏi giữa nơi Sở, Ngụy rối loạn, cuối cùng về với Cao đế. Thường đưa kế lạ, cứu nạn rối ren, trừ được cái lo của nước nhà. Đến thời Lã hậu là lúc biến cố nhiều nhưng Bình rốt cục vẫn tự thoát nạn, yên định được tôn miếu, khi chết được danh thơm, gọi là tướng hiền, há không phải trước sau toàn vẹn đó sao? Nếu không phải là bậc có mưu trí thì làm sao lại được vậy ? | ” |
| — Tư Mã Thiên | |   |

Hán Cao Tổ lúc lâm chung có nhận xét rằng
Trần Bình tuy trí khôn có thừa nhưng không thể gánh vác việc nước một mình.